# Александър Шуменов
Александър Шуменов е български революционер, ресенски войвода на Вътрешната македоно-одринска революционна организация.

## Биография
Александър Шуменов е роден в ресенското село Дупени (Горно или Долно), тогава в Османската империя. Занимава се търговия и става член на Цариградския революционен комитет на ВМОРО. През януари 1903 година сформира чета от живеещи в Цариград ресенци и участва в Илинденско-Преображенското въстание.
След въстанието, емигрира в България и се заселва в София, а през 1906 година се мести в Съединените щати и се установява в Гранит Сити, Илинойс, където подпомага издаването на българския вестник „Народен глас“. През 1906 г. той отваря първата българска книжарница отвъд Океана, в която се продават библии, буквари и художествена литература, внесени от България.
През 1917 година Александър Шуменов завършва право и решава да премине на свободна професия като адвокат. Той преценява, че не може да я съвместява с вестникарството и книжарството. Затова Шуменов продава имуществото и правата си над книжарницата в Гранит сити.